# اناران (خوسف)
اناران یک روستا در ایران است که در دهستان قلعه زری شهرستان خوسف واقع شده‌است.